# 平和公園 (御殿場市)

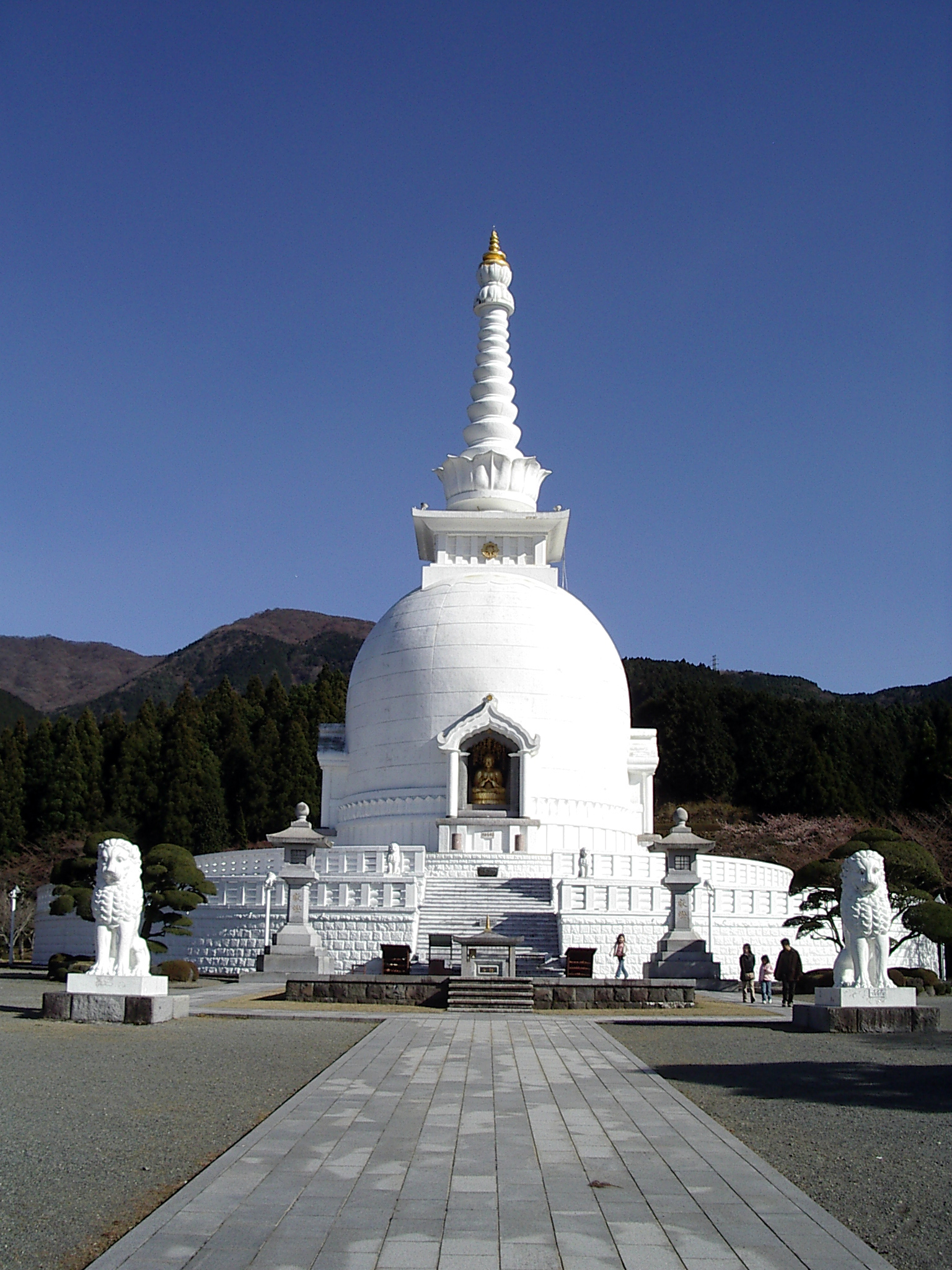
仏舎利塔

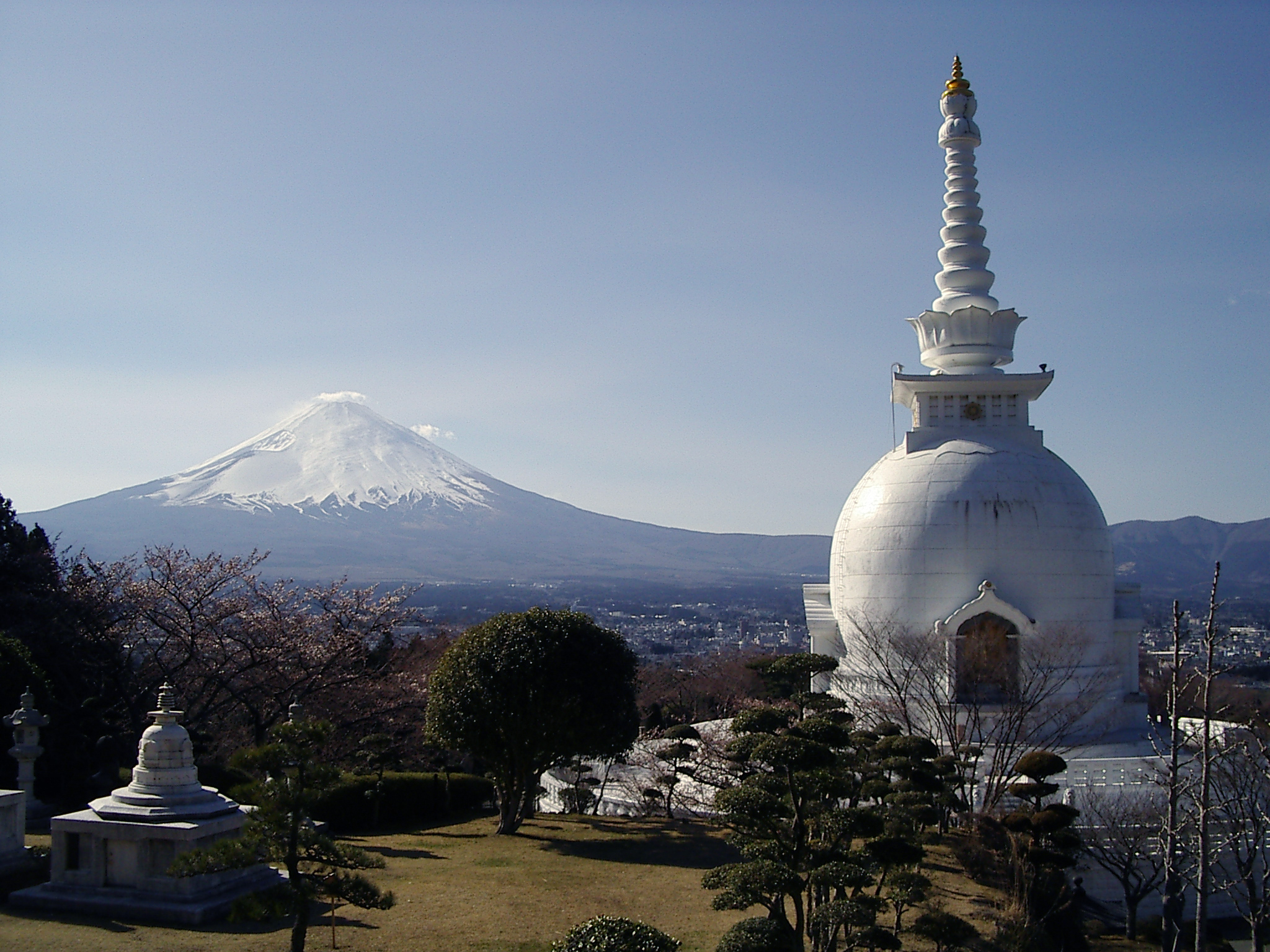
仏舎利塔と富士山

平和公園（へいわこうえん）は、静岡県御殿場市の箱根外輪山中腹にある私設の公園。シンボルである仏舎利塔にちなんで、公園のことを「仏舎利塔（ぶっしゃりとう）」と呼ぶことが多い。
1964年に、御殿場市出身の三徳の社長の堀内定良が私財を投じて開いた公園で、日本山妙法寺や、日本庭園がある。仏舎利塔には、インドのジャワハルラール・ネルー首相から贈られた仏舎利が納められている。園内には東アジア・東南アジア・南アジアの狛犬やシーサーや獅子が飾られている。
富士山の眺めが良いことから、箱根観光の途中に立ち寄る観光地として東アジアからの観光客が目立っている。春には桜の名所になっている。
座標: 北緯35度17分7.5秒 東経138度57分17.2秒 / 北緯35.285417度 東経138.954778度